# Giovanna Antonelli
Pour les articles homonymes, voir Antonelli.
Giovanna Antonelli, née à Rio de Janeiro le 18 mars 1976, est une actrice brésilienne. Elle est devenue célèbre en raison de ses rôles dans les telenovelas brésiliennes telles que Le Clone et Secrets de famille produites par Rede Globo,.

## Biographie
Elle est maman de trois enfants : un garçon et des filles jumelles.

## Filmographie

### Télévision
- 2000 : Secrets de famille, Capitu
- 2001 : Le Clone, Jade Rachid
- 2004 : Au cœur du péché, Bárbara
- 2008 : Casos e Acasos, Jamile (épisode O Triângulo, a Tia Raquel e o Pedido)
- 2008 : Três Irmãs, Alma Jequitibá de Matos
- 2009 : A Turma do Didi
- 2009 : Sauvée par l'amour, Dora Regina Vitória Vilela
- 2011 : Chico Xavier, Cidália Xavier
- 2011 : Aquele Beijo, Cláudia
- 2012 : As Brasileiras, Gigi (épisode A Venenosa de Sampa)
- 2012 : Salve Jorge, Heloísa Sampaio
- 2014 : Em Família, Clara Fernandes
- 2015 : A Regra Do Jogo, Athena
- 2018 : Seconde Chance, : Louisa